# Segese
Segese è una circoscrizione mista (mixed ward) della Tanzania situata nel distretto rurale di Kahama, regione di Shinyanga. Conta una popolazione di 18 364 abitanti (censimento 2012).